# سلالة بارامارا

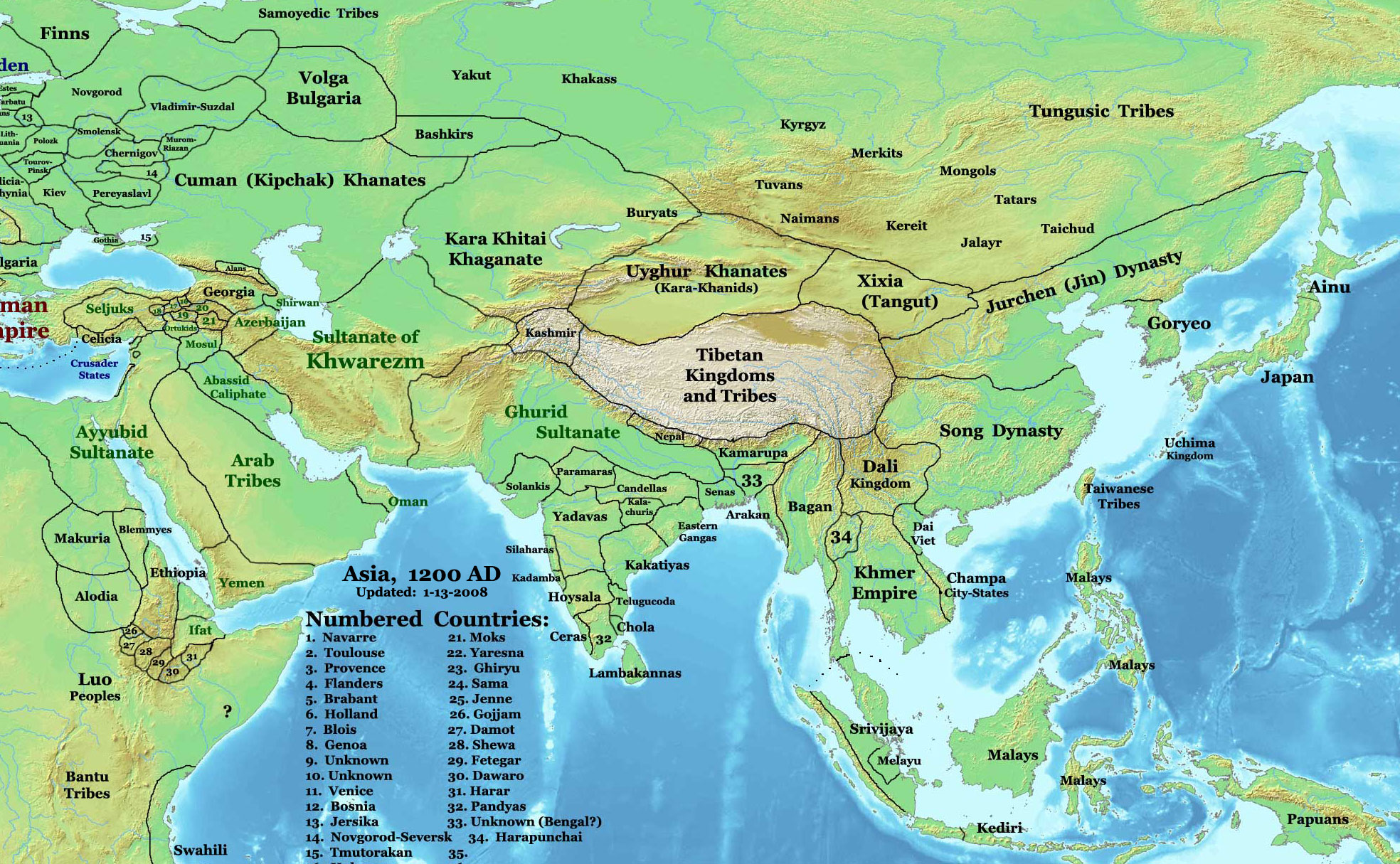
آسيا، 1200 ميلادي

كانت سلالة بارامارا سلالة هندية حكمت مالوا والمناطق المحيطة بها في وسط غرب الهند بين القرنين التاسع والرابع عشر. انتمت السلالة إلى عشيرة بارامارا من الراجبوت. تأسست في القرن التاسع أو العاشر، وربما حكموا بوصفهم توابع لسلالة راشتراكوتا في مانياخيتا. عثر على أقدم نقوش بارامارا الموجودة حتى الآن، التي أصدرها الحاكم القرن العاشر سياكا، في ولاية غوجارات. نحو عام 927 ميلادية، دمر سياكا عاصمة راشتراكوتا، مانياخيتا، وأسس بارامارا بوصفها قوة سيادية. في عهد خلفه مونجا، أصبحت منطقة مالوا في ولاية ماديا براديش الحالية الأراضي الأساسية لبارامارا، فضلًا عن كون دهار عاصمة لها. وصلت السلالة إلى ذروتها تحت حكم ابن أخي مونجا «بوجا»، امتدت مملكته من قلعة شيتور في الشمال إلى كونكان في الجنوب، ومن نهر سابرماتي في الغرب إلى فيديشا في الشرق.
صعدت قوة السلالة وتراجعت مرات عدة نتيجة صراعاتهم مع تشاولوكيا من غوجارات، وتشالوكيا من كالياني، وكالاتشوريس من تريبوري، وشانديلاس من جيجاكابهوكتي وممالك جوار أخرى. نقل الحكام البارامارا اللاحقون عاصمتهم إلى مندابا-دورجا (الآن مندو) بعد أن دمرت دهارا عدة مرات على يد أعدائهم. هزم ماهالاكاديفا، آخر ملك معروف من البارامارا، وقتل على يد قوات علاء الدين الخلجي من دلهي في عام 1305 م، إلا أن الأدلة النقشية تشير إلى استمرار حكم البارامارا لبضع سنوات بعد وفاته.
تمتعت مالوا بمستوىً رفيع من الهيمنة السياسية والثقافية تحت حكم البارامارا. عرف البارامارا جيدًا بدعمهم للشعراء والعلماء السنسكريت، وكان بهوجا بنفسه عالمًا مشهورًا. كان معظم ملوك البارامارا من الشيفيين وقد أمروا ببناء عدة معابد شيفا، إلى جانب دعمهم كبار مفكري الجاينية.

## الأصل

### السلف
تذكر لوحات هارسولا النحاسية (949 م) التي أصدرها الملك البارامارا سياكا الثاني ملكًا يُدعى أكالافارشا، يليه مصطلح «في تلك العائلة»، ثم يليه اسم «فابايراجا» (الذي يُعتقد أنه ملك البارامارا فاكباتي الأول). بناءً على معرفة المؤرخين «بأكالافارشا» (وهو لقب راشتراكوتا) فضلًا عن الملك الراشتراكوتا كريشنا الثالث، افترض المؤرخ دي سي جانجولي أن البارامارا هم أحفاد الراشتراكوتا. حاول جانجولي إيجاد دعم لنظريته في مستند «آين-آي-أكبري»، الذي يذكر أسطورة أجنيكولا بأن سلفًا للبارامارا قد أتى إلى مالوا من ديكان. حسب آين-آي-أكبري، جاء رجل وُلد من تضحية بالنار يدعى دانجي من ديكان لتأسيس مملكة في مالوا؛ عندما توفي وريثه بوتراج بدون ورثة، وضع النبلاء أديتيا بونوار، سلف البارامارا، ملكًا جديدًا عليهم. لاحظ جانجولي أيضًا أن خليفة سياكا مونجا (فاكباتي الثاني) حمل ألقابًا مثل أموغافارشا، وسري-فالابها، وبريثفي-فالابها: وهي ألقاب مميزة تخص راشتراكوتا.
إلا أن هناك فجوة قبل عبارة «في تلك العائلة» في نقش هارسولا، وبالتالي، فإن اقتراح جانجولي هو مجرد تخمين في غياب أي دليل ملموس. فضلًا عن ذلك، حتى إذا كانت أسطورة آين-آي-أكبري دقيقة تاريخيًا، فإن أديتيا بونوار لم يكن نسلًا لدانجي: إنه على الأرجح كان شخصية مهمة محلية بدلًا من كونه من سكان ديكان. يجادل نقاد نظرية جانجولي أيضًا بأن الألقاب التي تخص الراشتراكوتا في هذه النقوش تشير إلى حكام بارامارا الذين افترضوا هذه الألقاب لتصوير أنفسهم كخلفاء شرعيين للراشتراكوتا في منطقة مالوا. اعتمد الراشتراكوتا أيضًا ألقابًا مثل بريثفي-فالابها، والتي استخدمها قبل حكام تشالوكيا السابقين. يشير المؤرخ داشاراثا شارما إلى أن البارامارا ادعوا أصلهم الأجنيكولي الأسطوري بحلول القرن العاشر: لو كانوا حقًا أحفاد الراشتراكوتا، لم يكونوا لينسوا أصلهم الملكي الرفيع في جيل واحد.
ادعى ملوك بارامارا لاحقًا أنهم أفراد في عشيرة الأجنيكولا أو الأجنيفانشا (عشيرة النار). تروي أسطورة الأجنيكولا للأصل، التي تظهر في عدة نقوش وأعمال أدبية لهم، القصة التالية: أقدم الحكيم فيشفاميترا على اختطاف بقرة تحقق الأمنيات من الحكيم الآخر فاشيشثا في جبل أربودا (جبل أبو). بعدها أحضر فاشيشثا بطلًا من حفرة النار المخصصة للتضحية (أجني-كوندا)، الذي هزم أعداء فيشفاميترا وأعاد البقرة. ثم أعطى فاشيشثا البطل لقب بارامارا (قاتل الأعداء). أقدم مصدر معروف يذكر هذه القصة هو «نافا-سهاسانكا-تشاريتا» للشاعر القاضي بادماغوبتا باريمالا، الذي كان شاعرًا في بلاط ملك بارامارا سندهوراجا (نحو 997-1010). لا تذكر الأسطورة في النقوش أو الأعمال الأدبية السابقة لفترة بارامارا. في ذلك الوقت، ادعت جميع السلالات المجاورة أصلًا إلهيًا أو بطوليًا، مما قد يكون دفع البارامارا إلى ابتكار أسطورة خاصة بهم.
توسعت أسطورة ذكرت في نص منقح «بريثفيراج راسو» في أسطورة الأجنيكولا لوصف السلالات الأخرى بأنهم وُلدوا من النار من أصل راجبوت. لا تحتوي النسخ الموجودة حاليًا من «بريثفيراج راسو» على هذه الأسطورة؛ ربما ابتكرت هذه النسخة من قبل شعراء القرن السادس عشر الذين أرادوا تعزيز وحدة الراجبوت ضد الإمبراطور المغولي أكبر. فسر بعض المؤرخين في عصر الاستعمار هذه الرواية الأسطورية للإشارة إلى أصل أجنبي للبارامارا. حسب هذه النظرية، جاء أسلاف البارامارا وراجبوت آخرين من بلدان أخرى إلى الهند بعد انهيار إمبراطورية غوبتا حوالي القرن الخامس الميلادي، ثم قبلوا في نظام الطبقات الهندوسي بعد أداء طقوس النار. هذه النظرية ضعيفة بحقيقة أن الأسطورة لم تذكر في أقدم سجلات البارامارا، وحتى أن سجل البارامارا الأقدم لا يذكر السلالات الأخرى بأنهم أجنيفانشي.
أثر بعض المؤرخين، مثل داشاراثا شارما وبراتيبال بهاتيا بأن البارامارا كانوا في الأصل براهمة من طائفة فاشيشثا. تعتمد هذه النظرية على حقيقة أن هالايودها، الذي كان راعيًا لمونجا، يصف الملك بأنه «براما-كشترا» في وثيقة بينجالا-سوترا-فريتي. حسب بهاتيا، يعني ذلك المصطلح «أن مونجا انتمى إلى عائلة من البراهمة التي أصبحت كشترا». بالإضافة إلى ذلك، يذكر نقش معبد باتانارايانا أن البارامارا انتموا إلى طائفة فاشيشثا، وهي طائفة من بين البراهمة الذين يدعون النسبة من الحكيم فاشيشثا. يشير المؤرخ آرويند كيه. سينغ إلى أن العديد من المصادر الأخرى تشير إلى نسبة السلالة إلى الكشترا. مثلًا، يذكر نقش بيبلياناجار لعام 1211 أن أسلاف البارامارا كانوا «جوهرة التاج للكشترا»، ويذكر مستند «برابا-فاكارا-تشاريتا» أن فاكباتي ولد في سلالة كشترا. حسب سينغ، فإن التعبير «براما-كشترا» يعني «كشترا متعلّم».
يرى دينيششاندرا سيركار أن السلالة نسبت إلى المالافا. مع ذلك، لا توجد أدلة على أن حكام بارامارا الأوائل كانوا يلقبون بالمالافا؛ بدأت بارامارا تسمى مالافا فقط بعد أن بدأت تحكم منطقة مالوا.

### الوطن الأصلي
استنادًا إلى أسطورة الأجنيكولا، افترض بعض المفكرين مثل سيز في. فيديا وإف. إيه. سميث أن «جبل أبو» كان الموطن الأصلي للبارامارا. واعتمادًا على لوحات هارسولا النحاسية وآين-آي-أكبري، يرى دي. سي. جانجولي أنهم جاءوا من منطقة دكن.
اكتشفت أقدم النقوش للبارامارا (نقشة سياكا الثاني) جميعها في ولاية غوجارات، وتتعلق بمنح الأراضي في تلك المنطقة. استنادًا إلى ذلك، افترض د. بي. ديسكالكار وإتش. إق. تريفيدي أن البارامارا ارتبطوا بولاية غوجارات خلال أيامهم الأولى. هناك احتمال آخر وهو أن حكام البارامارا الأوائل غادروا مؤقتًا عاصمتهم دهارا في مالوا إلى ولاية غوجارات بسبب غزو غورجارا-براتيهارا. تعتمد هذه النظرية على تحليل مشترك لمصدرين: «نافا-ساهاسانكا-تشاريتا»، الذي يذكر أن ملك البارامارا فايريسيمها طهر مدينة دهارا في مالوا من الأعداء؛ ونقش «براتابجاه» لعامي 945-946م، لملك غورجارا-براتيهارا، ماهيندرابالا، الذي يذكر استعادته مالوا.